# Église Saint-Sulpice de Daubèze
Pour les articles homonymes, voir Église Saint-Sulpice.
L'église Saint-Sulpice est une église catholique située dans la commune 
de Daubèze dans le département français de la Gironde, en région Nouvelle-Aquitaine. Dédiée à l'origine à saint Sulpice, l'église est maintenant sous l'égide de Notre-Dame.

## Localisation
L'église se trouve au cœur du village, le long de la route départementale D123 (Rauzan au nord et Saint-Brice au sud).

## Historique
Construite au XIIe siècle, l'église se compose d'une nef unique lambrissée, d'un transept voûté d'ogives et d'une petite abside voûtée en cul-de-four. La sacristie se trouve au nord de l'abside. Le clocher-mur aux pans incurvés a été ajouté au XVIIIe siècle.
L'édifice a été remanié plusieurs fois et, sous la Révolution, fut incendié puis restauré. La conséquence de ces transformations est que l'église romane originelle est quasi inexistante. Une particularité de l'église est le portail, qui est au nord : à une époque indéterminée, le portail actuel fut construit à partir de chapiteaux romans et de colonnes gothiques, qui lui donnèrent un aspect très hétéroclite. Au XXe, les diverses colonnes furent remplacées par des fûts simples.
Les fouilles archéologiques ont mis au jour divers fragments de sculptures et des modillons figurés révélant que le décor roman originel était très riche.
L'édifice est inscrit en totalité au titre des monuments historiques par arrêté du 21 novembre 1925.

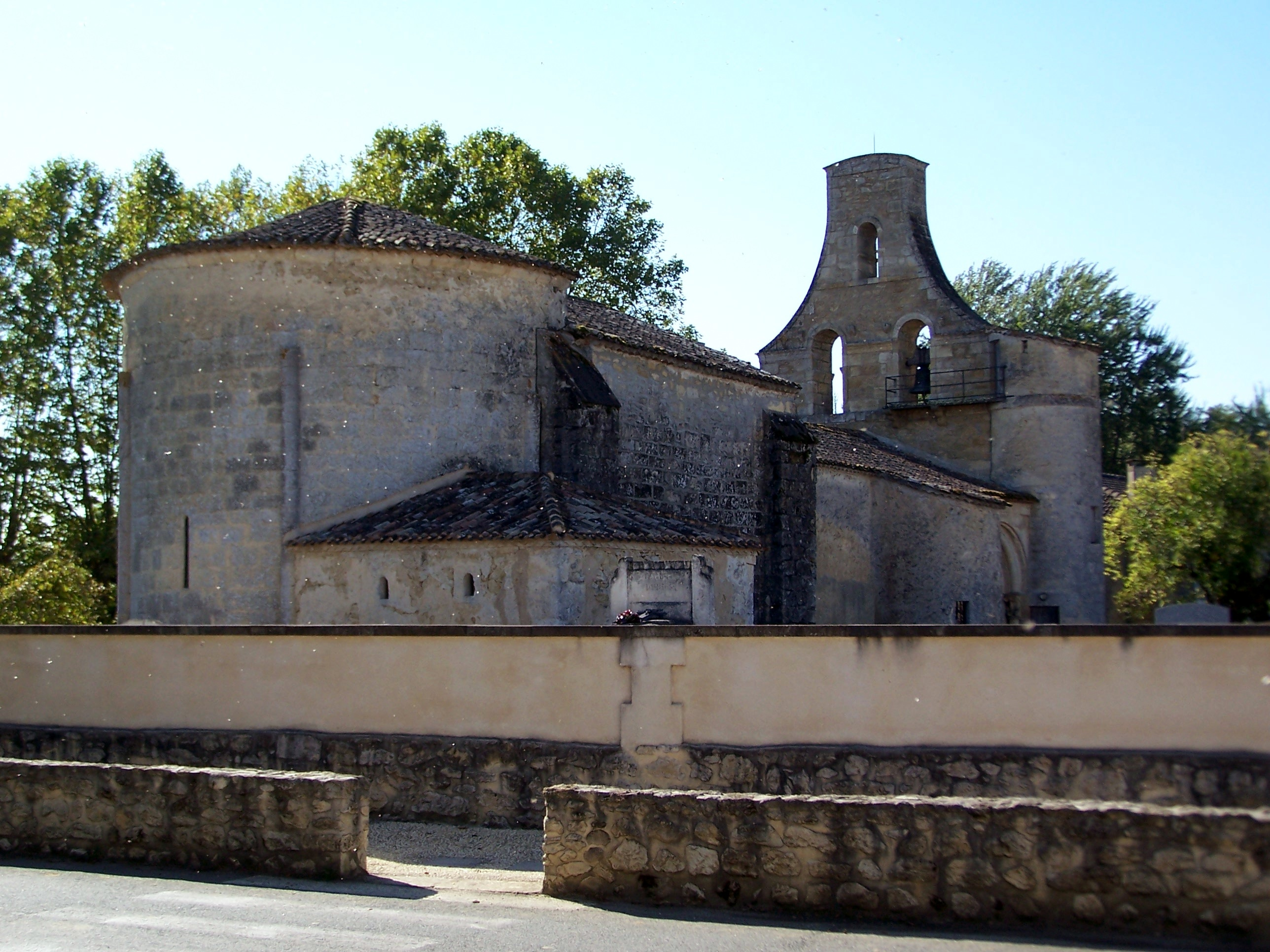
Vue nord-est (sept. 2012)
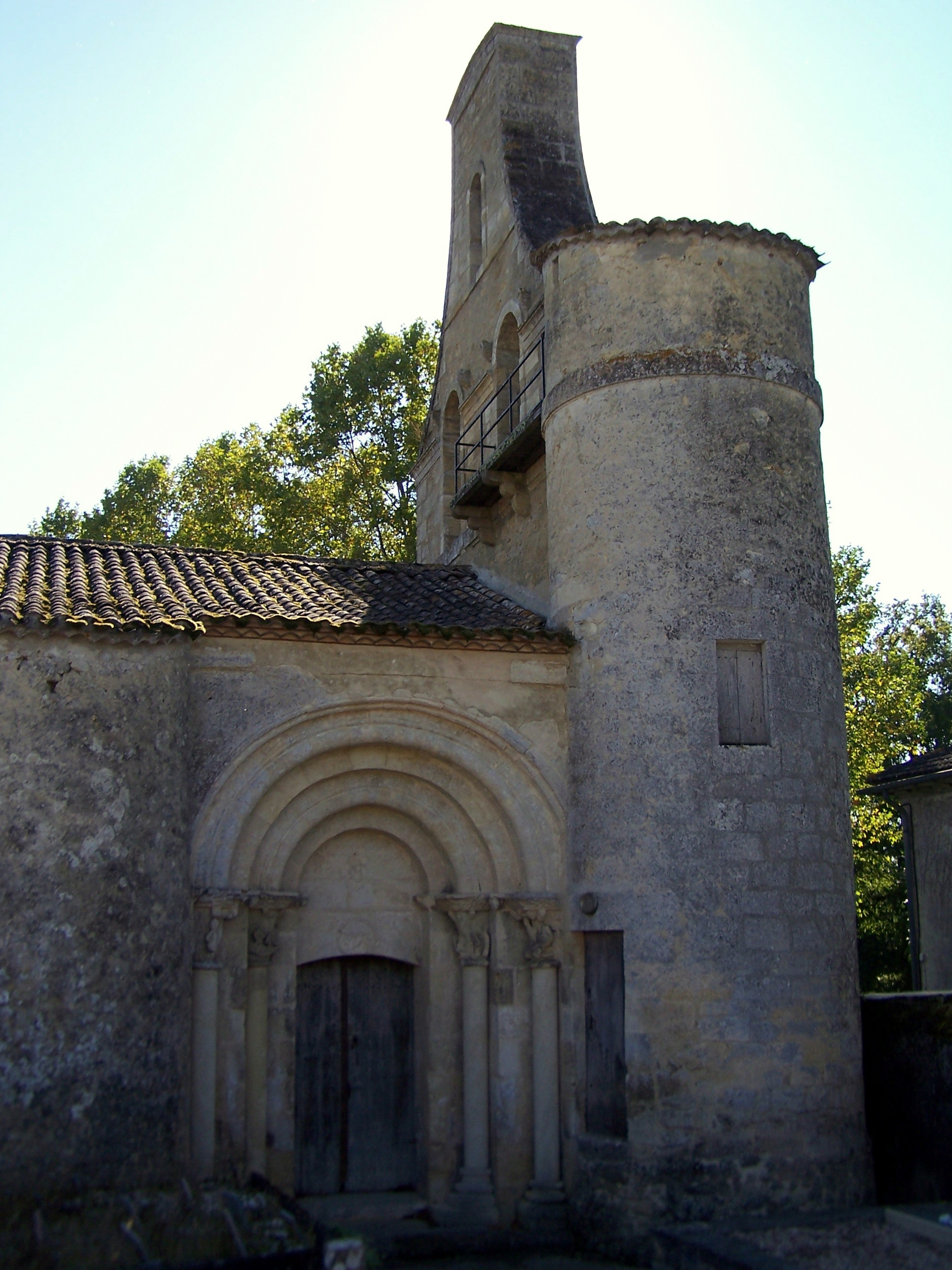
Portail et tour d'accès au clocher-mur, vue nord (sept. 2012)
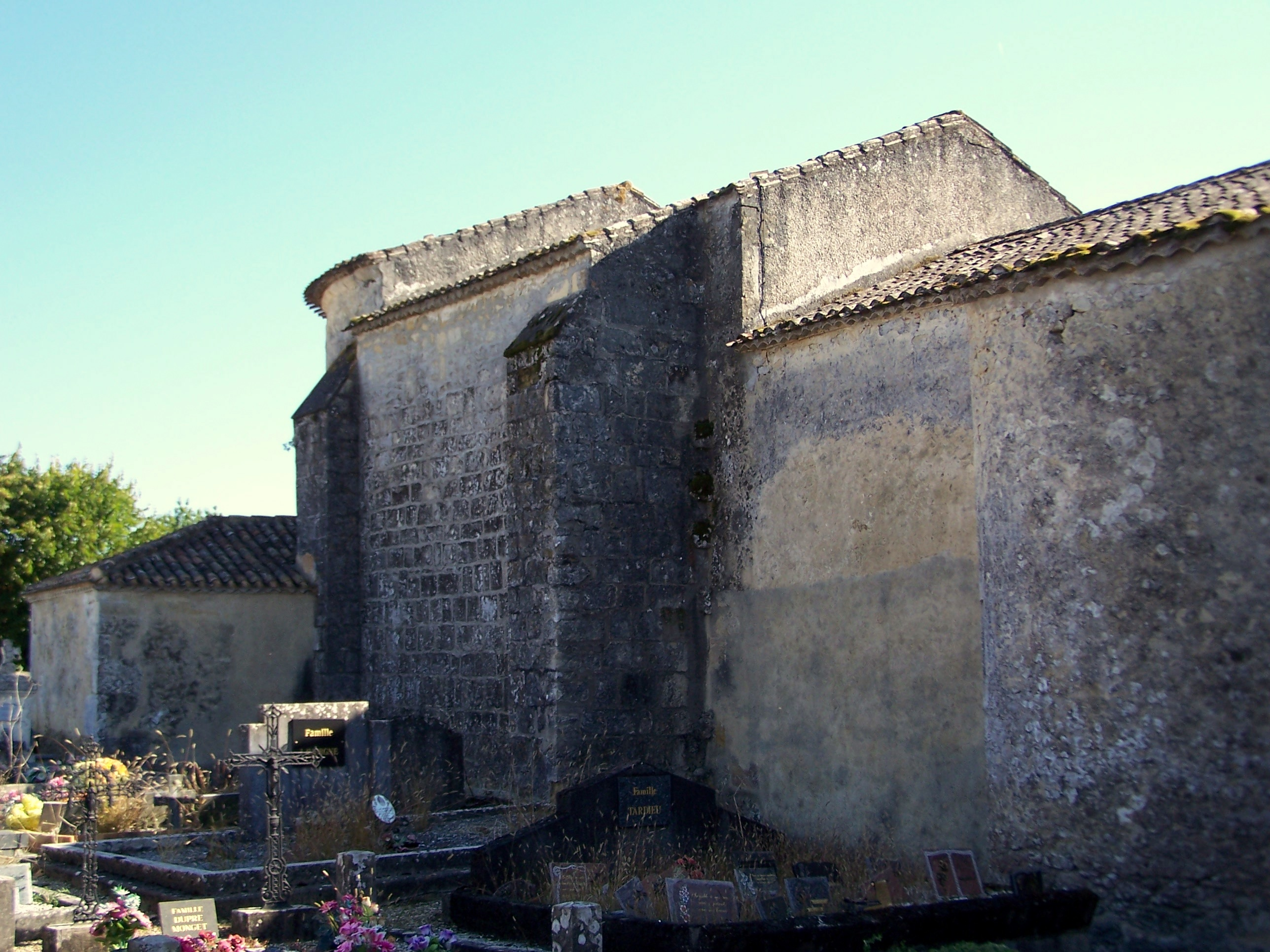
Façade nord (sept. 2012)
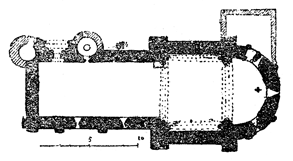
Plan de l'église par Léo Drouyn (1880)

### L'iconographie romane[3]
À l'intérieur de l'église, ne se trouve qu'un seul chapiteau figuré : deux oiseaux becquetant un fruit. À l'extérieur c'est le portail qui rassemble le programme imagé. On peut voir trois voussures fortement ébrasées, quatre chapiteaux historiés, le tympan nu ; le linteau était décoré d'un chrisme, aujourd'hui presque totalement disparu, circonscrit dans un cordelière.
Le dessin de Léo Drouyn, datant de 1878, montre le désordre des colonnes soutenant les chapiteaux et dont un des fûts était le remploi de la flèche d'une ancienne croix gothique.

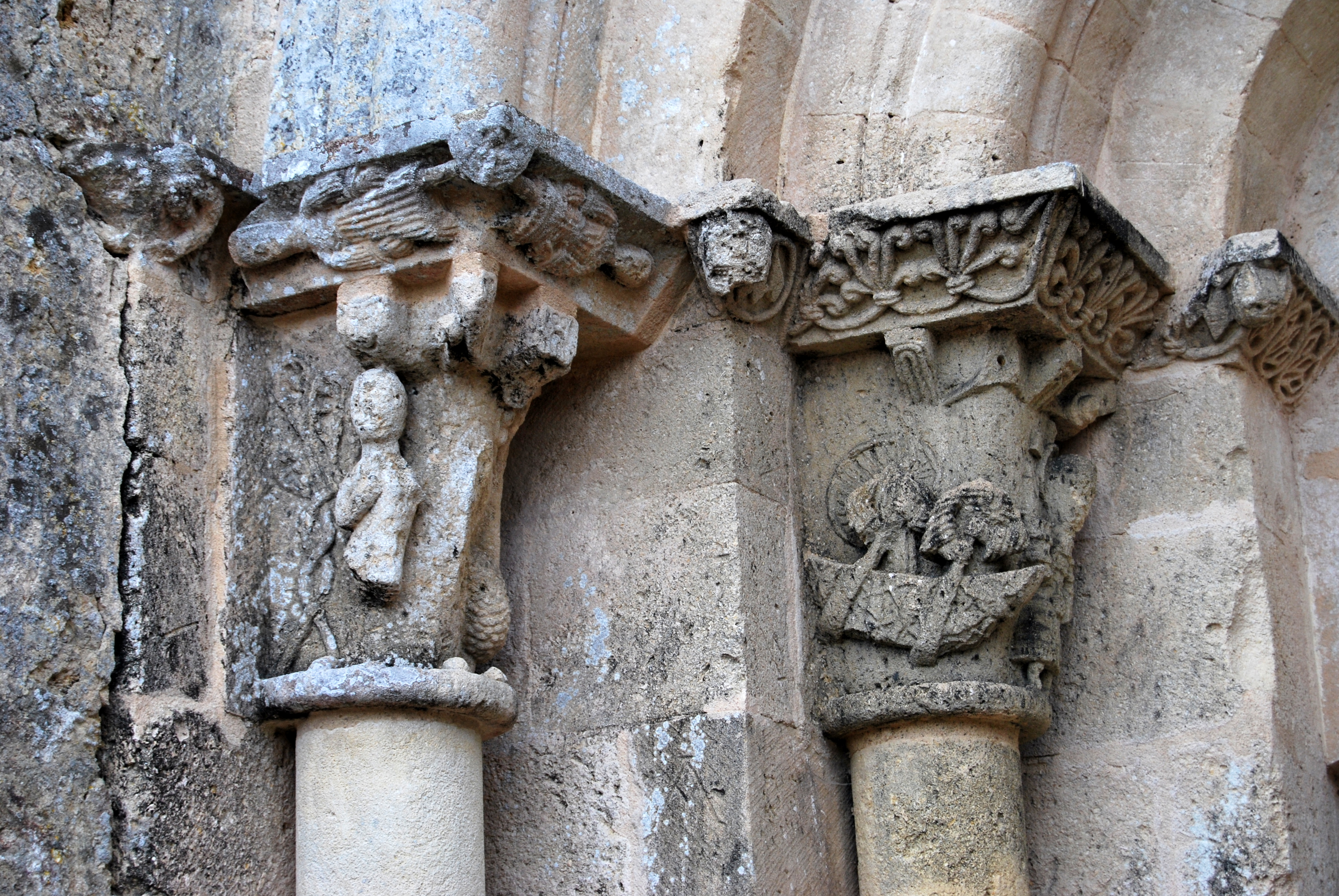
Ébrasement est
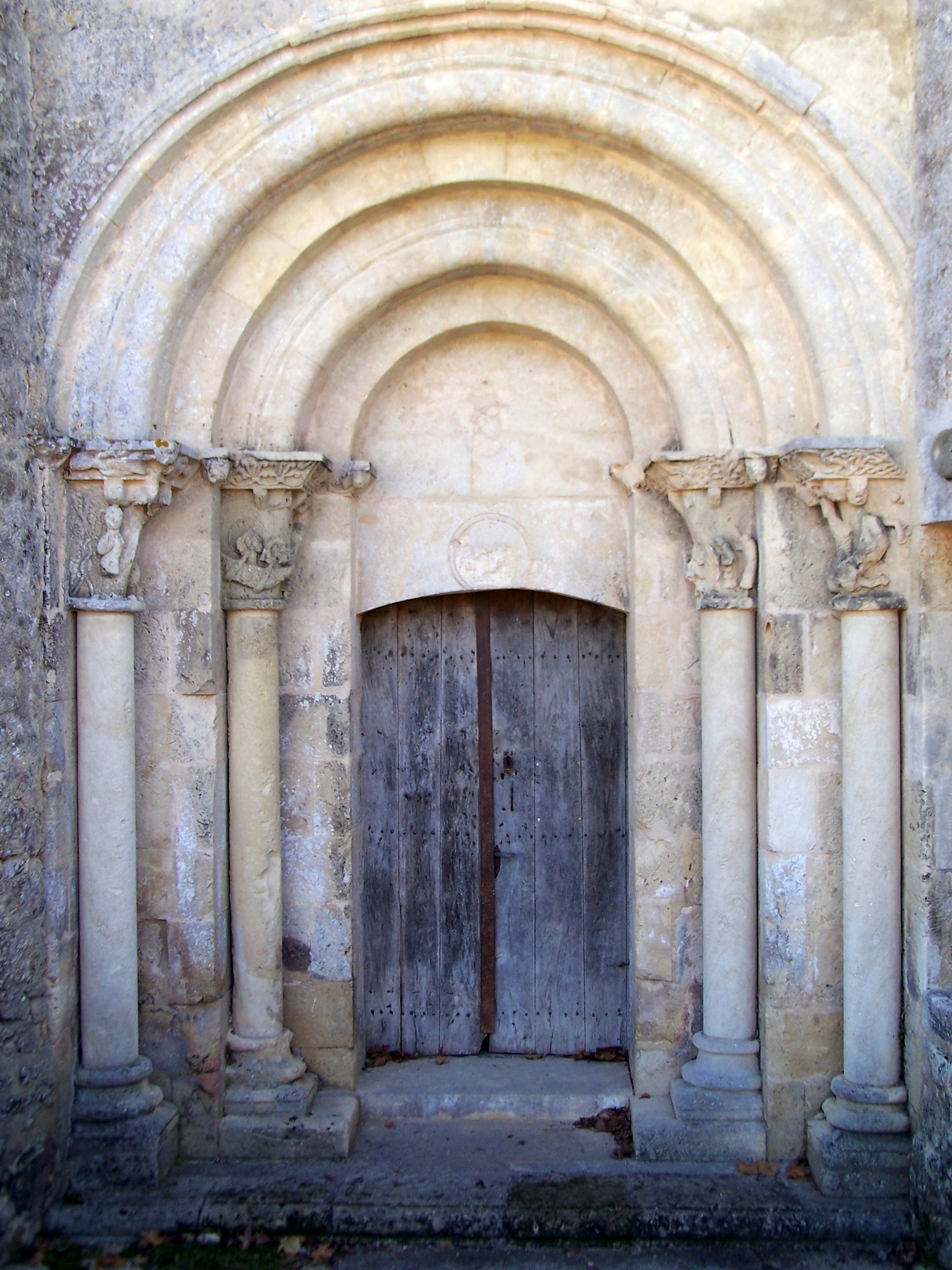
Le portail au nord
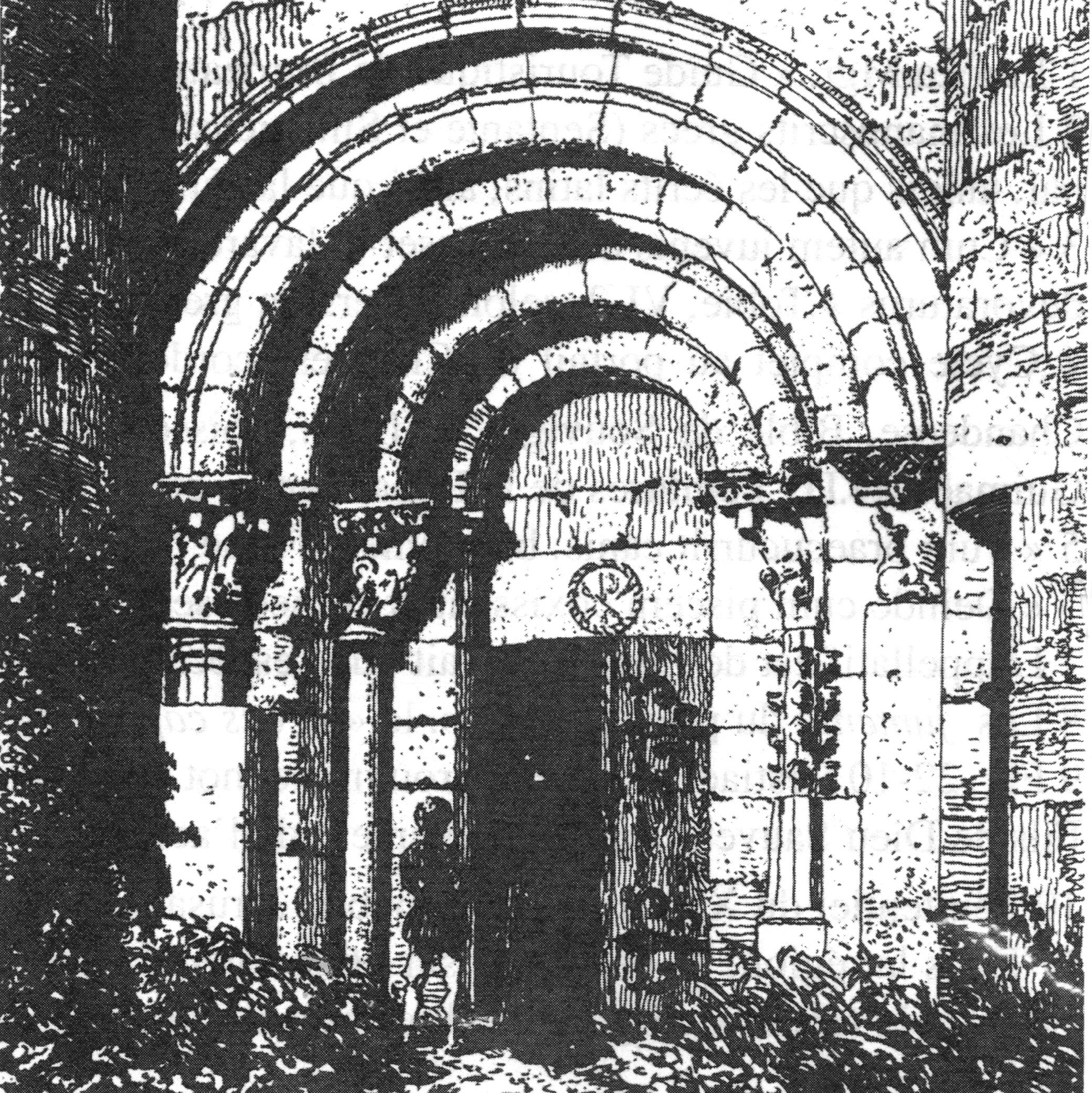
Dessin L Drouyn (1878)
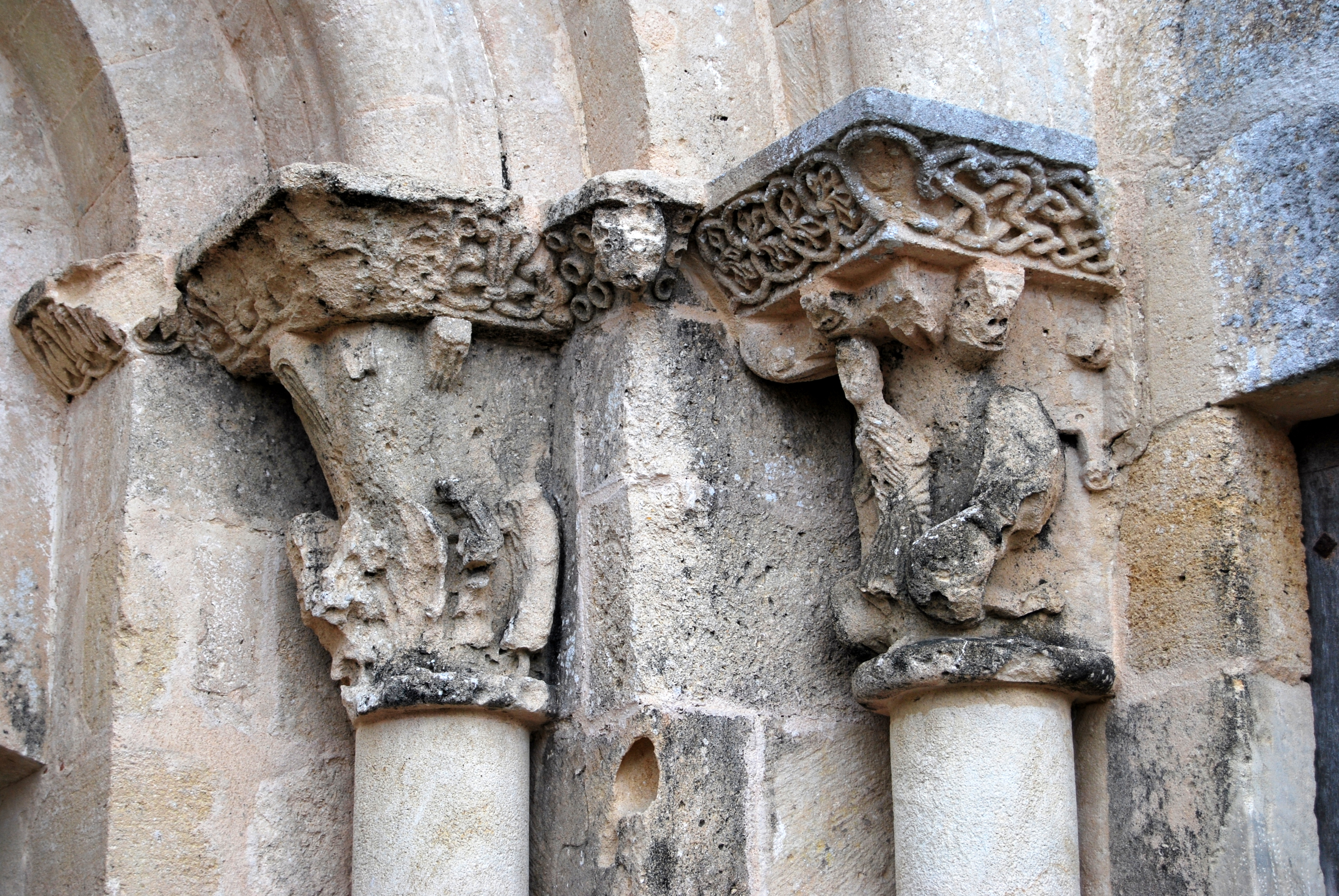
Ébrasement ouest

Le portail a été percé dans le mur nord à une date indéterminée. Les quatre chapiteaux historiés utilisés, qui venaient d'ailleurs, sont authentiquement romans. Ils relatent l'appel des premiers disciples, l'adoration des mages, la tentation d'Adam et Ève et Daniel dans la fosse aux lions. Les deux premiers chapiteaux datent de la fin du XIe siècle et les deux derniers du premier tiers du XIIe siècle.
L'appel des premiers disciples : 
Le sujet, qui est rare dans l'imagerie chrétienne, est tiré de l'évangile selon Matthieu, ch. IV, v. 18, et de l'évangile selon Marc, ch. I, v. 17 : Jésus revint en Galilée proclamer l'évangile du règne de Dieu. Il longeait le lac de Tibériade et vit les deux frères Simon et André, jetant leurs filets à l'eau — car ils étaient pêcheurs —. Il leur dit: « Suivez-moi et je vous ferai devenir des pêcheurs d'hommes. » Simon et André abandonnent leurs filets pour devenir les premiers disciples.
Sur la corbeille, on voit voguer et tanguer une barque à fond plat. Deux hommes constituent l'équipage. Ils sont debout et forcent sur des avirons afin de tirer un filet qui emprisonne des poissons. Les têtes des pêcheurs ont disparu, mais l'un d'eux était auréolé d'un nimbe de grande taille. C'est certainement Simon, qui est devenu prince des apôtres, sous le nom de Pierre.
Sur l'autre face de la corbeille, le personnage en habits somptueux et auréolé d'un nimbe crucifère est Jésus. Il se tient debout sur l'astragale et interpelle les deux pêcheurs par un geste de la main.
La tentation d'Adam et Ève :
Cette corbeille est très dégradée et a été remployée de telle sorte que sa troisième face, coincée contre un contre-pied, est cachée. Sur la face extérieure, on voit le buste d'un homme nu. Il a relevé sa main vers sa gorge. Au-dessus de sa tête, le masque d'un diable et, dans son dos, une liane exotique et entrelacée. Ève, qui occupait le centre de la corbeille, a été martelée et est réduite à quelques orteils. Sur la troisième face, qui est cachée, se trouve l'arbre de vie avec ses fruits sphériques et le serpent, dont on voit une partie du corps.
Le tailloir du chapiteau est également historié. Un homme et une femme, opposés par les pieds, y sont allongés. Une gueule monstrueuse a commencé de les avaler tous les deux par la jambe. La femme, à gauche, porte une robe courte, la taille sous les seins. Il y a un serpent lové au-dessus de sa tête. L'homme, à droite, porte une tunique à grosses côtes.
Ce couple est une évocation de la chute de l'Homme.
L'adoration des rois mages : 
L'épisode de l'adoration des mages lié au récit de Matthieu s'est détaché des autres scènes de la nativité mentionnées par Luc (crèche, anges et bergers) et est devenu un sujet à part entière. À l'époque romane, la fréquence d'illustrations de ce thème était élevée. Dans les environs de Daubèze, des images sculptées peuvent se voir à Bouliac, Cessac, Courpiac, Haux, Langoiran, Lugasson, Saint-Martial, Saint-Quentin-de-Baron, La Sauve et Targon !
Le chapiteau est presque totalement ruiné. Dans le coin gauche on peut apercevoir une personne assise sur un siège ; elle semble porter un enfant dans ses bras. Sur l'autre face de la corbeille, on devine que trois personnes s'avancent vers elle avec une posture de déférence.
Les cinq personnages paraissent petits au bas d'un bloc nu. Il s'agit d'une forme archaïque du XIe siècle.
Daniel entre deux lions :
L'histoire de Daniel était un thème très populaire — environ un quart des églises romanes de la Gironde ont un chapiteau à ce sujet —.
- Une première fois, Daniel est jeté aux lions pour une nuit par le roi Darius (Livre de Daniel, chap. VI, v. 2-29) : Daniel, ayant été élevé à une fonction importante sous le règne de Darius, se voit être l'objet de jalousies. Connaissant la piété et la dévotion de Daniel envers Dieu, les intrigants de la cour demandent au roi de prononcer une loi qui interdit de prier un autre dieu ou homme que Darius pendant trente jours. Comme Daniel n'en tient pas compte et continue à prier trois fois par jour, il est accusé et Darius, devant respecter son propre décret, se voit obliger de jeter Daniel dans la fosse aux lions. Mais l'ange de Dieu intervient et ferme la gueule des lions. Darius, voyant cela, fait sortir Daniel de la fosse aux lions et fait jeter les intrigants, leurs femmes et leurs enfants dans la fosse où les lions les dévorent immédiatement.

- Une seconde fois (Livre de Daniel, chap XIV, v 23-42 et apocryphe dans le canon juif et protestant) Daniel est jeté aux lions pendant une semaine pour avoir tué le dragon vénéré par les Babyloniens et est miraculeusement délivré : pendant cette épreuve, Daniel était protégé et nourri par un ange. Ce récit est destiné à ridiculiser l'idolâtrie et à montrer que ceux qui adorent le vrai Dieu recevront de la nourriture et seront nourris pendant les périodes de difficulté.

Sure chapiteau, est représentée la première histoire — la deuxième est représentée, par exemple, à Saint-Quentin-de-Baron — : Daniel se présente de face et debout, drapé d'une belle tunique à plis. Deux lions (dont les têtes ont disparu) à queues rentrées, symbole de la soumission, l'encadrent.

Le cohérence morale des sculptures du portail est limpide : à la désobéissance d'Adam et Ève, s'opposait la soumission inconditionnelle de Simon et André. Aux conséquences malheureuses de la chute de l'Homme, s'oppose l'arrivée du Rédempteur, sous la forme de l'enfant Jésus, présenté aux mages. Enfin, la présence de Daniel montre que la foi en Dieu protège l'homme.